# Kozy-Korpesh – Bayan-Sulu
Kozy Korpesh – Bayan Sulu (Qosy Körpesch – Bajan Sulu) ist eine lyrisch-epische Dichtung, ein literarisches Denkmal, ein Epos, das bei den turksprachigen Völkern des Altai, den Baschkiren, Kasachen und Tataren weit verbreitet ist. Das Poem heißt bei den Altaiern Kosyn-Erkesch (südaltaisch Козын-Эркеш), bei den Baschkiren Kusyjkürpäsch menän Majanhylyu (baschkirisch Ҡуҙыйкүрпәс менән Маянһылыу), bei den Kasachen Qosy Körpesch – Bajan Sulu (kasachisch Қозы Көрпеш – Баян Сұлу Qozy Körpeş – Baian Sūlu) bei den Baraba-Tataren Kosy Korpesch (tatarisch Козы Корпеш).

## Forschungen und Übersetzungen
Der Zeitpunkt der Entstehung des Werkes ist unbekannt. Die wahrscheinlichste These besagt, dass er in der Zeit der Goldenen Horde (XIII.–XV. Jahrhundert) entstanden ist. Der Folklore- und Musikforscher I. Dyusenbaev datiert die kasachische Version in die Zeit des XI.–XII. Jahrhunderts, V. M. Zhirmunsky ordnet das Werk dem XV.–XVII. Jahrhundert zu.
Es sind etwa 40 Varianten des Epos bekannt, die auf dem Gebiet von Baschkortostan, Kurgan, Orenburg, Samara, Saratow, Tscheljabinsk und anderen Regionen aufgezeichnet wurden. Mehr als 20 seiner sibirisch-tatarischen Varianten wurden 1967–1968 auf dem Gebiet von Westsibirien dokumentiert.
Die Legende wurde erstmals zu Beginn des 19. Jahrhunderts von T. S. Beljajew aufgezeichnet und 1812 in der Druckerei der Kasaner Universität unter dem Titel „Kuz-Kurpyach, baschkirische Legende, in der baschkirischen Sprache von einem Kurai-Darsteller überliefert und ins Russische übersetzt in den Tälern des Riphäengebirges, 1809“ veröffentlicht. Die tatarische Version des Dastans wurde Mitte des 19. Jahrhunderts von Wilhelm Radloff bei den Baraba-Tataren aufgezeichnet.
Varianten des baschkirischen Epos wurden 1938 auch von G. Salam im Haus seiner Mutter im Dorf Taskino im Gebiet Tscheljabinsk entdeckt. 1940 wurden Überlieferungen der Baraba-Tataren von H. H. Yarmi im Dorf Terne im Gebiet Nowosibirsk aufgezeichnet.

### Forschungsgeschichte und Publikationen des kasachischen Epos «Qosy Körpesch – Bajan Sulu»
Das kasachische Epos Qosy Körpesch – Bajan Sulu aus dem XIII-XIV Jahrhundert wurde von den Akyns, von denen Sybanbai, Bekbau, Zhanak und Shozhe die berühmtesten sind, in mündlicher Form überliefert. Von den etwa 20 Varianten ist die Version von Akyn Zhanak die bekannteste. Die gebräuchlichsten schriftlichen Versionen wurden von den Folkloresammlern Sablukov (1831), G. Derbisalin (1834), A. Frolov (1841) und Schoqan Uälichanuly (1856) aufgezeichnet. Auf Russisch wurde das Epos 1865 von M. Putintsev veröffentlicht. 1870 wurde das Epos in den dritten Band von Wilhelm Radloffs Sammlung „Proben der Volkslitteratur der türkischen Stämme Süd-Sibiriens“ in Deutsch übersetzt.
1833 während seines Besuchs in Orenburg, um Informationen über den von Jemeljan Pugatschow angeführten Bauernaufstand für die «Geschichte des Pugatschew’schen Aufruhrs» und der Roman «Die Hauptmannstochter» zu sammeln, stoß russischer Nationaldichter Alexander Sergejewitsch Puschkin auf die kasachische Legende «Qosy Körpesch – Bajan Sulu». Die Legende wurde in seinem Archiv gefunden. Der fünfseitige Eintrag wurde von der Hand einer unbekannten Person vorgenommen. Puschkins Niederschrift weicht leicht von der gängigen Versionen ab. Der lokale Historiker Nikolai Tschesnokow aus Uralsk behauptet, das Gedicht sei von einem kasachisch sprechenden Jaik-Kosaken niedergeschrieben worden. Wahrscheinlicher ist jedoch, dass die Legende von Leuten aus der Bökey-Horde niedergeschrieben wurde, die die russische Sprache gut beherrschten. Es wird vermutet, dass Puschkin auf der Grundlage von «Kozy Korpesh – Bayan Sulu» ein eigenes Werk schreiben wollte, was jedoch durch seinen frühen Tod verhindert wurde.
Mehrere Versionen des Epos wurden von S. A. Kastanyé und N. A. Abramov, Volkskundler N. N. Pantusov, R. Sh. Abdurakhmanov und E. Baranov in Prosaform auf Russisch veröffentlicht. Die erste russische poetische Übersetzung, die 1928, 1941 und 1949 erschien, stammt von dem russischen Dichter G. N. Tveritin.
Kasachischer Schriftsteller Muchtar Äuesow leistete einen großen Beitrag zum Studium dieses Epos. Er veröffentlichte erstmals 1925 in Moskau eine Version von Akyn Zhanak und 1936 in Alma-Ata den vollständigen Text des Epos. In den folgenden Jahren schrieb Äuesow eine Reihe von Werken über Qosy Körpesch und Bajan Sulu. Das umfangreichste von ihnen «Qosy Körpesch und Bajan Sulu» in der Sammlung «Gedanken aus den vergangenen Jahren» und der Artikel «Qosy Körpesch und Bajan Sulu» im ersten Band von «Қазақ әдебиетінің тарихы» (deutsch: Geschichte der kasachischen Literatur) (Alma-Ata, 1960, S. 511).
Das Buch von kasachischen Wissenschaftler Alkei Margulan «Qosy Körpesch – Bajan Sulu Kesheni» (Almaty, 1994) ist ein Nachschlagewerk für alle, die sich mit dem Epos der Kozy Korpesh und Bayan Sulu beschäftigen. Es ist das Ergebnis jahrelanger sorgfältiger und gewissenhafter Recherchen des Autors über die Entstehungsgeschichte und die künstlerische Originalität des Kulturdenkmals des kasachischen Epos.
Im Jahr 2003 erschien in der Reihe „Die Epen der Völker Eurasiens“ ein Buch, in dem die verschiedenen Versionen der kasachischen Epen Qosy Körpesch – Bajan Sulu und Kyz-Zhibek veröffentlicht wurden. 
Die historische Bedeutung des Epos wurde von M. Gabdullin, I. Duisenbaev und A. Konyratbaev untersucht. Ihrer Meinung nach zeugen die spezifischen Namen der Gegend und der Flüsse (Ajagös, Urzhar, Lepsi) von den realen historischen Bedingungen der Entstehung des Epos.

## Handlung
Die Handlung entstand im Mittelalter und wurde in mehreren Varianten überliefert. In allen Varianten des Epos steht die Liebe junger Menschen im Mittelpunkt der Geschichte. Die Handlung basiert auf dem Konflikt, der durch den Brauch der Eheschließungen zwischen jungen Menschen vor ihrer Geburt verursacht wird und zum Tod der Hauptfiguren des Epos führt.

### Handlung in kasachischer Version
Mehr als 20 Versionen des kasachischen Epos «Kozy Korpesh und Bayan Sulu» sind bekannt. Eine der am weitesten verbreiteten Varianten der alten Legende über die tragische Liebe von Kozy Korpesh und Bayan Sulu besagt, dass die Jugendfreunde Sarybai und Karabai sich geschworen hatten, ihre Kinder zu heiraten, die sie noch vor deren Geburt verlobt hatten. Bevor sein Sohn Kozy geboren wurde, starb Saribai auf der Jagd. Die heranwachsenden Kinder Kozy und Bayan, die sich noch nie gesehen haben, aber durch einen Ehevertrag aneinander gebunden sind, begegnen sich und verlieben sich schließlich ineinander. Die Zeit vergeht und Karabai ändert seine Lebenspläne. Er verspricht, seine Tochter mit Kodar zu verheiraten, einem starken Mann, der einst seine Herden nach langem Schneefall vor dem Tod rettete. Kodar wird zur Bedrohung für den Liebenden. Kozy wird von Kodars Hand getötet. Um ihren Mörder zu rächen, greift die gekränkte Bayan zu einer List. Sie verspricht Kodar, ihn zu heiraten, wenn er ihr einen Brunnen mit Quellwasser gräbt. Kodar macht sich an die Arbeit, gräbt immer tiefer und hält sich an Bayans langen Zöpfen fest. Plötzlich schneidet das Mädchen die Zöpfe ab und Kodar, der im Brunnen zurückbleibt, stirbt. So wird Kozy gerächt. An seinem Grab ersticht sich die Heldin der Sage mit einem Dolch.

#### Die Hauptfiguren (Kasachische Variante)
- Kozy – die Hauptfigur; trotz aller Schwierigkeiten, mit denen er konfrontiert wird, zeigt er wahre Liebe und Treue zu seiner Geliebten;
- Bayan – die Hauptfigur; Kozys Verlobte; eine positive Figur, treu und hingebungsvoll zu ihrer Liebe, kämpft für ihre Gefühle;
- Kodar – eine negative Figur, Kozys Gegner; eine Figur, die das Glück der beiden Liebenden, Kozy und Bayan, zerstört;
- Saribai – Vater von Kozy; ein mutiger und klüger Mann;
- Karabai – Vater von Bayan; ein negativer Charakter, ein heuchlerischer, verräterischer und egoistischer Mensch;
- Aybas – ein positiver Charakter, der alte Aybas hat einen sehr liebenswürdigen Charakter;
- Aymen Tansyk – Tochter von Karabai.

## Theater-, Film- und Balettproduktionen

### Theater
Das Theaterstück „Kozy Korpesh - Bayan Sulu“ von Ghabit Müssirepow basiert auf diesem Epos. Die Tragödie in vier Akten wurde im April 1939 fertiggestellt. Die Uraufführung fand am 29. April 1940 im Kasachischen Akademischen Dramatheater statt. Die Regie führte M. G. Nasonow, an der Aufführung nahmen u. a. die Schauspieler O. Schumagulow (Kozy Korpesh), J. Schalmukhamedowa (Bayan), M. Schamowa und R. Koischibajewa, S. Kozhamkulow (Karabai), E. Umirzakow und K. Adilschinow (Zhatyk), Schäken Aimanow und A. Hasenow (Kodar) teil.
Das Theaterstück von Ghabit Müssirepow wurde in andere Sprachen übersetzt, mehrfach auf Russisch und als Buch auf Estnisch veröffentlicht (1948, Tallinn). Im Jahr 1950 inszenierte das
Moskauer Dramatheater (seit 2021: Moskauer Schauspielhaus in der Bronnaya-Straße) das Stück unter dem Titel Eine Sage über die Liebe  (Poema o lyubvi), aber auch in Theatern in den Republiken der UdSSR wurde die Tragödie in mehreren Sprachen inszeniert. 1983 wurde eine Szene aus dem Stück «Kozy Korpesh – Bayan Sulu» von Ghabit Müssirepow in Kasachisches Akademisches Dramatheater neu aufgeführt. Die Rolle Kozy übernahm T. Meiramov und Bayan spielte B. Zhangalieva.

### Verfilmungen
1954 wurde ein auf Ghabit Müssirepows Drehbuch basierender Spielfilm Eine Sage über die Liebe (Poema o lyubvi) produziert.
Im Jahr 1992 drehte der berühmte kasachische Regisseur und Schauspieler Asanali Ashimov den Film «Kozy Korpesh – Bayan Sulu».
Im Jahr 2014 veröffentlichte das Studio Azia Animation einen in voller Länge 11-teiligen Animationsfilm im 3D-Format basierend auf dem kasachischen Volksepos «Kozy-Korpesh – Bayan-Sulu» (Autoren Arthur und Igor Kraus).
Ende 2017 begann der erste nationale Fernsehsender Kasachstans, Qazaqstan, mit der Ausstrahlung einer 6-teiligen Fernsehserie „Bayan Sulu“, die von Bayan Alaguzova (Esentaeva) produziert und vom Produktionszentrum Esentaeva im Auftrag des kasachischen Ministeriums für Information und Kommunikation in Auftrag gegeben wurde. Der Film löste beim Publikum ein gemischtes Echo aus.

### Balett
1971 fand die Premiere des Balletts «Kozy-Korpesh – Bayan-Sulu». Der Entstehungsprozess des auf dem Epos «Kozy-Korpesh – Bayan-Sulu» basierenden Balletts dauerte mehrere Jahre. Es wurde in drei Fassungen aufgeführt. Die erste Fassung mit dem Titel «Der Schwur» wurde 1966 vom Komponisten Jewgeni Brussilowski fertiggestellt. Die zweite Fassung, die 1968 fertiggestellt wurde, trug den Titel «List und Liebe». Erst 1971 erschien die endgültige Fassung des Balletts «Kozy-Korpesh – Bayan-Sulu». Die Choreografie des Autors des Librettos und Choreografen D. Abirov sowie das Bühnenbild der Künstlerin G. Ismailova verhalfen Brusilovskys Musik zu einem farbenprächtigen Auftritt
Das Ballett «Kozy-Korpesh – Bayan-Sulu» spielte eine bedeutende Rolle in der Entwicklung des Balletts in Kasachstan und ist ein Beispiel für die Bestrebungen der Choreografen jener Zeit im Bereich nationaler Aufführungen.

## Wissenswertes
Seit 1999 wird in Kasachstan der 15. April als Alternative zum Valentinstag gefeiert. Der Tag ist Kozy-Korpesh und Bayan-Sulu gewidmet.

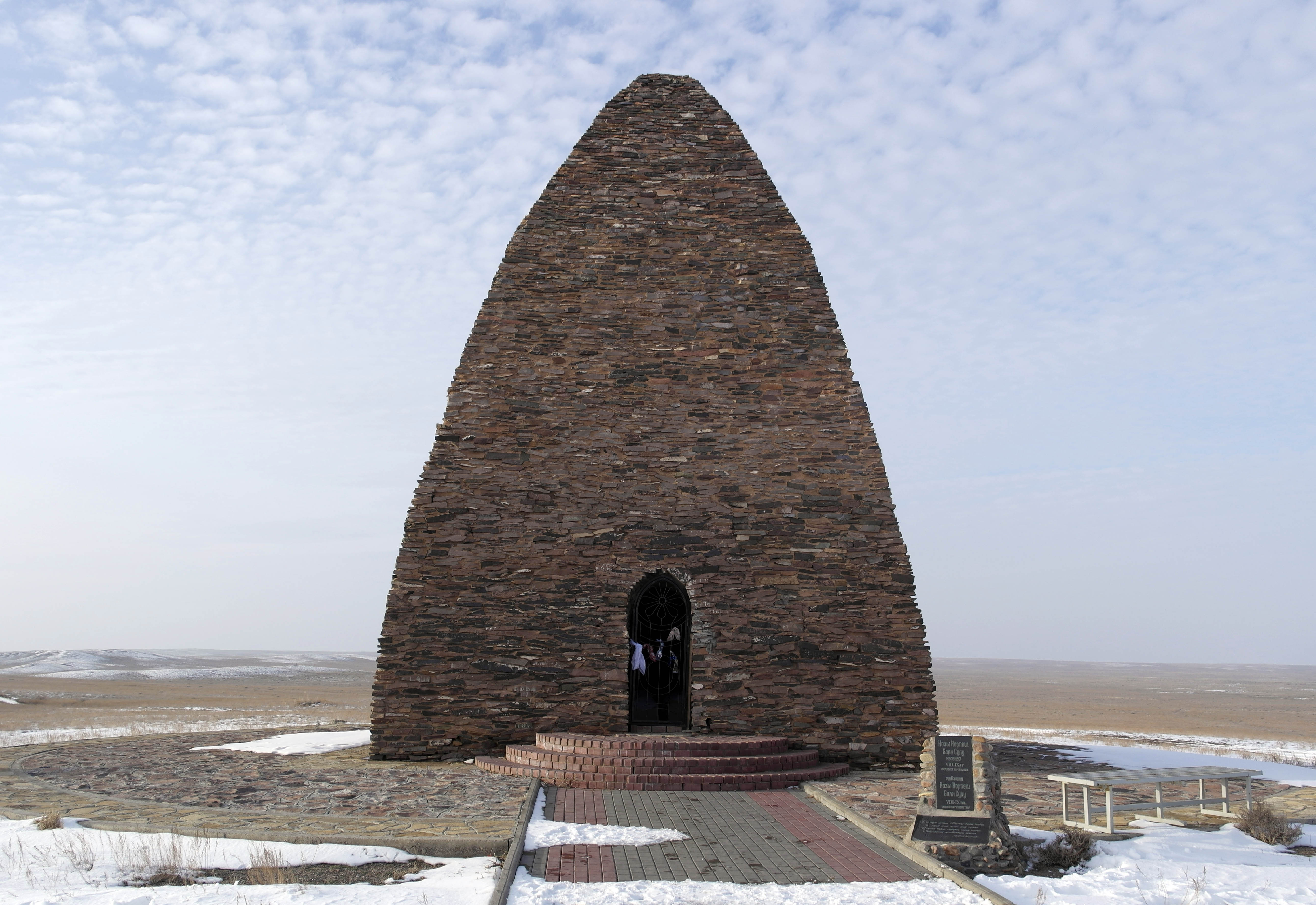
Mausoleum der Kozy-Korpesh und Bayan-Sulu

In der Region Ostkasachstan, Gebiet Abai im Bezirk Ajagös, 7 km südwestlich des Dorfes Tarlauly, am rechten Ufer des Ajagös-Flusses, 11 km westlich des Bahnhofs Tansyk, befindet sich ein Denkmal namens «Grab der Kozy-Korpesh und Bayan-Sulu».
Einer der größten Süßwarenhersteller Kasachstans mit Sitz in Qostanai hat sich den Namen der Eposheldin Bayan Sulu (kasachisch Баян Сұлу Baian Sūlu, russisch Баян Сулу) als Markennamen gegeben.

### Deutsch
- Radloff W.: Proben der Volkslitteratur der türkischen Stämme Süd-Sibiriens – Kirgisische Mundarten (= Die Sprachen der türkischen Stämme Süd-Sibiriens und der Dsungarischen Steppe. I. Abteilung, Proben der Volksliteratur. Übersetzung. Teil 3). Band 3. St. Petersburg 1870 (deutsch)

### Weitere Sprachen
- Азибаева Бахытжан Уалиевна: К истории записи, публикации и изучения эпоса «Козы Корпеш и Баян Сулу». In: Историческая и социально-образовательная мысль. Band 9, S. 195–201, doi:10.17748/2075-9908-2017-9-5/1-195-201 (russisch, cyberleninka.ru).
- Bisenkulov M.K.: History of translations of the lyro-epic poem «Kozy-Korpesh – Bayan-Sulu» into Russian. ИСТОРИЯ ПЕРЕВОДОВ ЛИРО-ЭПИЧЕСКОЙ ПОЭМЫ «КОЗЫ-КОРПЕШ И БАЯН-СУЛУ» НА РУССКИЙ ЯЗЫК. In: Al-Farabi Kazakh National University (Hrsg.): EURASIAN JOURNAL of Philology: Science and Education. КАЗАХСКИЙ НАЦИОНАЛЬНЫЙ УНИВЕРСИТЕТ имени АЛЬ-ФАРАБИ - ВЕСТНИК Серия филологическая. Nr. 2 (178). Қазақ университеті, 2020, ISSN 1563-0323, S. 208–214 (russisch, kasachisch, englisch, archive.org). Archiviert vom Original
- Dаuletkeldіuly N. «Қозы Көрпеш-Баян сұлу» жырының жазба нұсқасындағы мазмұндық ерекшеліктер. О некоторых особенностях содержательной стороны письменных вариантов поэмы «Козы Корпеш – Баян сулу». In: Eurasian Journal of Philology Science and Education, 149(3). Қазақ университеті, Алматы 2015 (kasachisch, archive.org) Archiviert vom Original
- Dаuletkeldіuly N. (2015). Махаббаттың мәңгілік мұнарасы («Қозы Көрпеш-Баян сұлу» жырындағы екі ғашықтың күмбезінің реалды және идеялық белгілері). Минарет вечной любви. In: Eurasian Journal of Philology Science and Education, 148(2). Қазақ университеті, Алматы 2015 (kasachisch, archive.org) Archiviert vom Original
- Козы Корпеш — Баян Сулу. In: Р. Н. Нургалиев (Hrsg.): Казахская ССР: краткая энциклопедия. 4: Язык. Литература. Фольклор. Искусство. Архитектура. Главная редакция Казахской советской энциклопедии, Алма-Ата 1991, ISBN 5-89800-023-2, S. 324–325 (russisch).
- Zhumaseitova G. Т. Эпос «Козы-Корпеш и Бaян сулу» в прочтении хореогрaфов Кaзaхстaнa. In: Eurasian Journal of Philology Science and Education, 160(2). Қазақ университеті, Алматы 2016 (russisch, archive.org) Archiviert vom Original